# ألان بومغارتن
ألان بومغارتن (بالإنجليزية: Alan Baumgarten)‏ هو مونتير أمريكي، ولد في 1 فبراير 1957 في لوس أنجلوس في الولايات المتحدة.

## وصلات خارجية
- ألان بومغارتن على موقع IMDb (الإنجليزية)
- ألان بومغارتن على موقع ألو سيني (الفرنسية)
- ألان بومغارتن على موقع قاعدة بيانات الأفلام السويدية (السويدية)
- ألان بومغارتن على موقع قاعدة بيانات الفيلم (الإنجليزية)
- ألان بومغارتن على موقع كينوبويسك (الروسية)